# Evarcha bakorensis
Evarcha bakorensis är en spindelart som beskrevs av Rollard, Wesolowska 2002. Evarcha bakorensis ingår i släktet Evarcha och familjen hoppspindlar. Inga underarter finns listade i Catalogue of Life.